# Sprattus
Sprattus is een geslacht van straalvinnige vissen uit de familie van haringen (Clupeidae). Het geslacht is voor het eerst wetenschappelijk beschreven in 1846 door Girgensohn.

## Soorten en ondersoorten
- Sprattus antipodum Hector, 1872
- Sprattus fuegensis Jenyns, 1842
- Sprattus muelleri Klunzinger, 1879
- Sprattus novaehollandiae Valenciennes, 1847
- Sprattus sprattus – Sprot
  - Sprattus sprattus balticus Schneider, 1908
  - Sprattus sprattus sprattus Linnaeus, 1758